# Мечеть Тыныбая
Мечеть Тыныбая — историческое и религиозное строение, сооруженное в 30-40 годах XIX века на средства купца из второй гильдии Тыныбай Каукенова. В итоге мечети было присвоено имя Тыныбая. Мечеть располагается на левом берегу реки Иртыш, в городе Семей.

## История
Мечеть была сооружена в 30-40-х годах XIX века. Согласно ведомости от 6 мая 1858 года «О численности магометанских мечетей и прихожан мужского — женского пола в городе Семипалатинске», в мечети Т. Каукенова прихожан мужского пола было 145, женского пола — 137.
В 1872 году Семипалатинская городская дума подала прошение на включение Слободки на левом берегу Иртыша в городскую черту, таким образом мечеть оказалась на территории города.

## Описание
У мечети каменный фундамент, а стены до куполов минаретов построены из древесины. Купол, а также одна треть наружной стены, внутренние столбы, удерживающие второй ярус, украшены разноформенной резьбой. Молельные помещения разделяются для мужчин и женщин. Мужской зал расположен на первом этаже, женский зал на втором ярусе.
В настоящее время с левой стороны мечети находятся комнаты для омовения, а также дополнительные учебные комнаты.

## Статус памятника
25 апреля 2008 года был утверждён новый Государственный список памятников истории и культуры местного значения Восточно-Казахстанской области, одновременно с которым все предыдущие решения по этому поводу были признаны утратившими силу. В списке значилось 55 объекта из Семея, среди которых значилась и мечеть Тыныбая.